# Austroargiolestes icteromelas
Austroargiolestes icteromelas là loài chuồn chuồn trong họ Argiolestidae. Loài này được Selys mô tả khoa học đầu tiên năm 1862.

## Hình ảnh

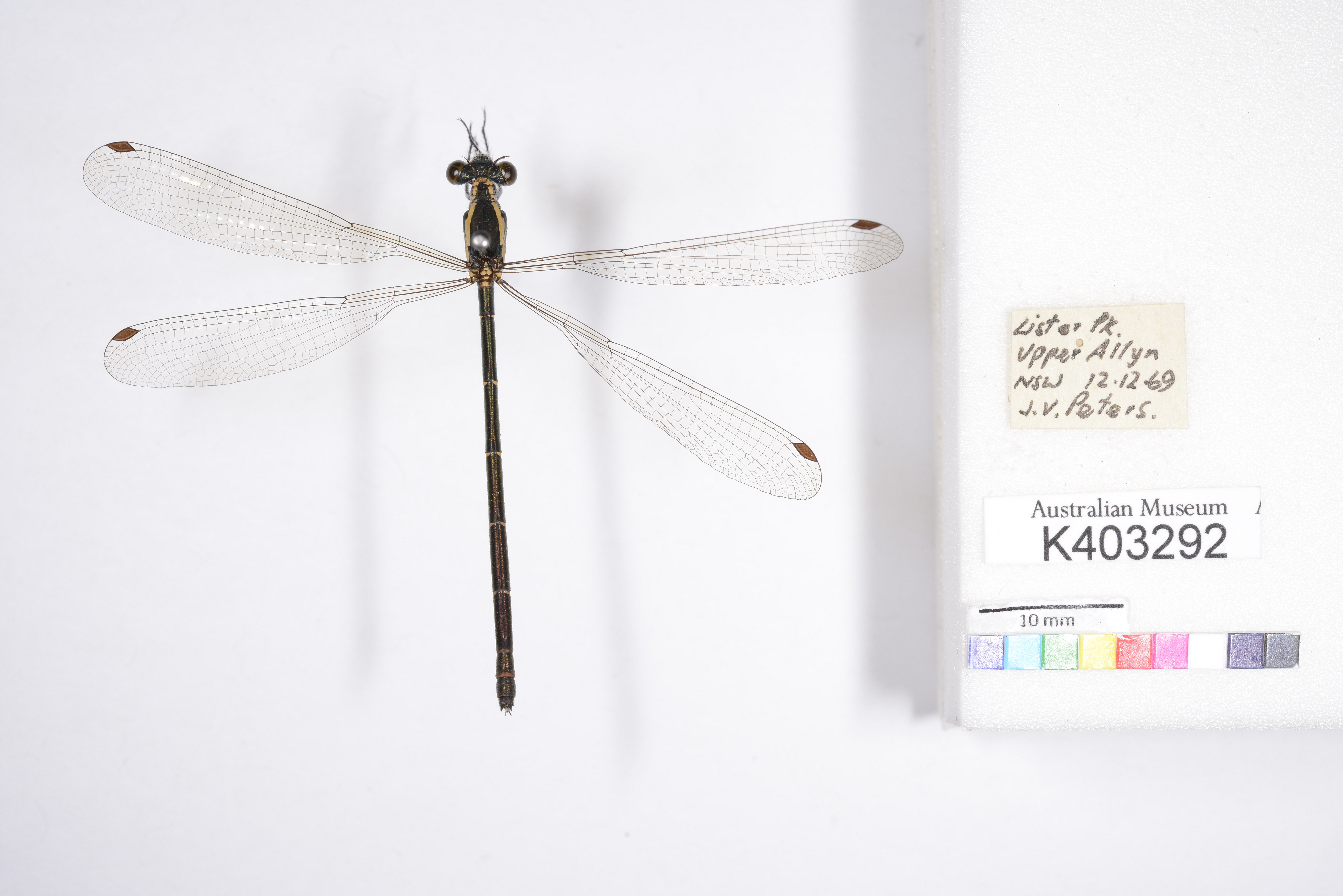
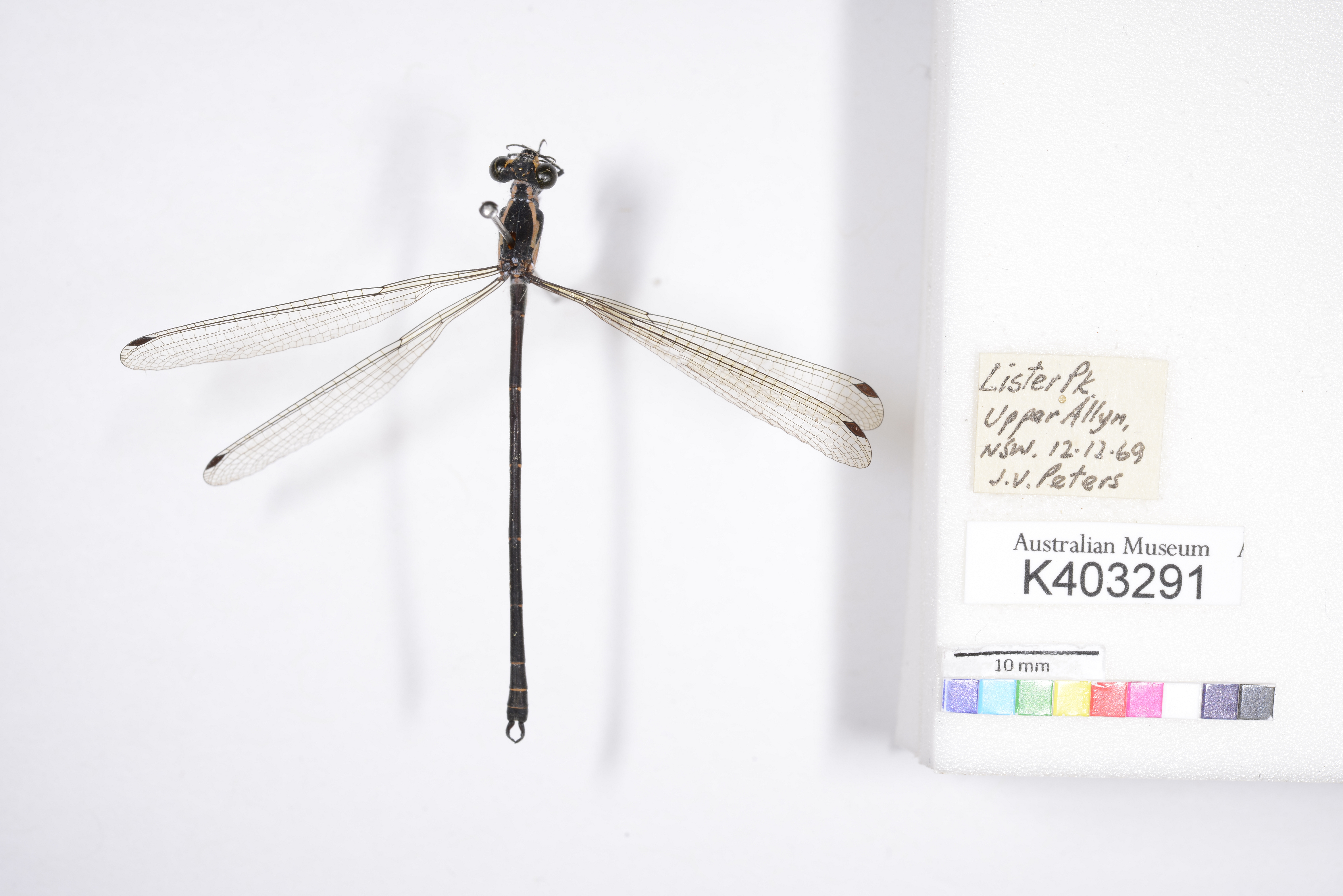